# سلاش
شاول هادسون
يعرف بـ «سلاش» ولد في 23 جويلية 1965 بلندن-بريطانيا وهو عازف قيثار وكاتب أغاني أمريكي-بريطاني الأصل.
و يعرف أفضل بكونه عازف القيثار السابق لفرقة غنز آن روزز والذي معهم خاض سيرة نجاح من أواخر الـ 1980s إلى أوائل الـ 1990s.
وخلال السنوات اللاحقة له مع غنز آن روزز، شكل مشروعه Slash's Snakepit. وشكل أيضا الفرقة المميزة Velvet Revolver في اواخر ال2000. أخرج سلاش 3 البومات فردية Slash في 2010, Apocalyptic Love في 2012 وWorld on Fire في 2014.
وضعته مجلة التايمز على قائمتها «10 أفضل لاعبين الكتريك جيتار» في عام 2009، في حين أسندت له rolling stones المرتبة 65 على قائمة «أعظم 100 عازف القيثار في كل العصور» في عام 2011 .
Guitar World اختارت عزفه المنفرد في "November Rain" السادس على قائمتها «أعظم 100 المعزوفات المنفردة على الجيتار» وTotal Guitar اختارت مقطوعته "Sweet Child o' Mine" الأولى في قائمتها «100 أفضل مقطوعة موسيقية على الجيتار» لعام 2004.
عزف مع العديد من الفرق الموسيقية مثل Gun's n' roses وهي الفرقة التي نشأ معها، ثم انفصل عن الفرقة بعد نزاع مع المغني Axl rose وبدأ في عمل البوم مع مغنيين عديدين منهم Micheal jakson و Adam Levine
وبعدها أسس فرقة Slash ft Myles kennedy and the conspirators
وساعده في نجاحه المغني صاحب الصوت الرائع والذي فاجأ الجمهور Myles kennedy حيث كان تحدي كبير علي العازف العالمي slash ان يستمر بعد انفصاله عن فرقته السابقة.

## روابط خارجية
- سلاش على موقع IMDb (الإنجليزية)
- سلاش على موقع الموسوعة البريطانية (الإنجليزية)
- سلاش على موقع ميوزك برينز (الإنجليزية)
- سلاش على موقع رولينغ ستون (الإنجليزية)
- سلاش على موقع إن إن دي بي (الإنجليزية)
- سلاش على موقع أول ميوزيك (الإنجليزية)
- سلاش على موقع ديسكوغز (الإنجليزية)
- سلاش على موقع ديسكوغز (الإنجليزية)
- سلاش على موقع قاعدة بيانات الفيلم (الإنجليزية)